# Tracy Morgan

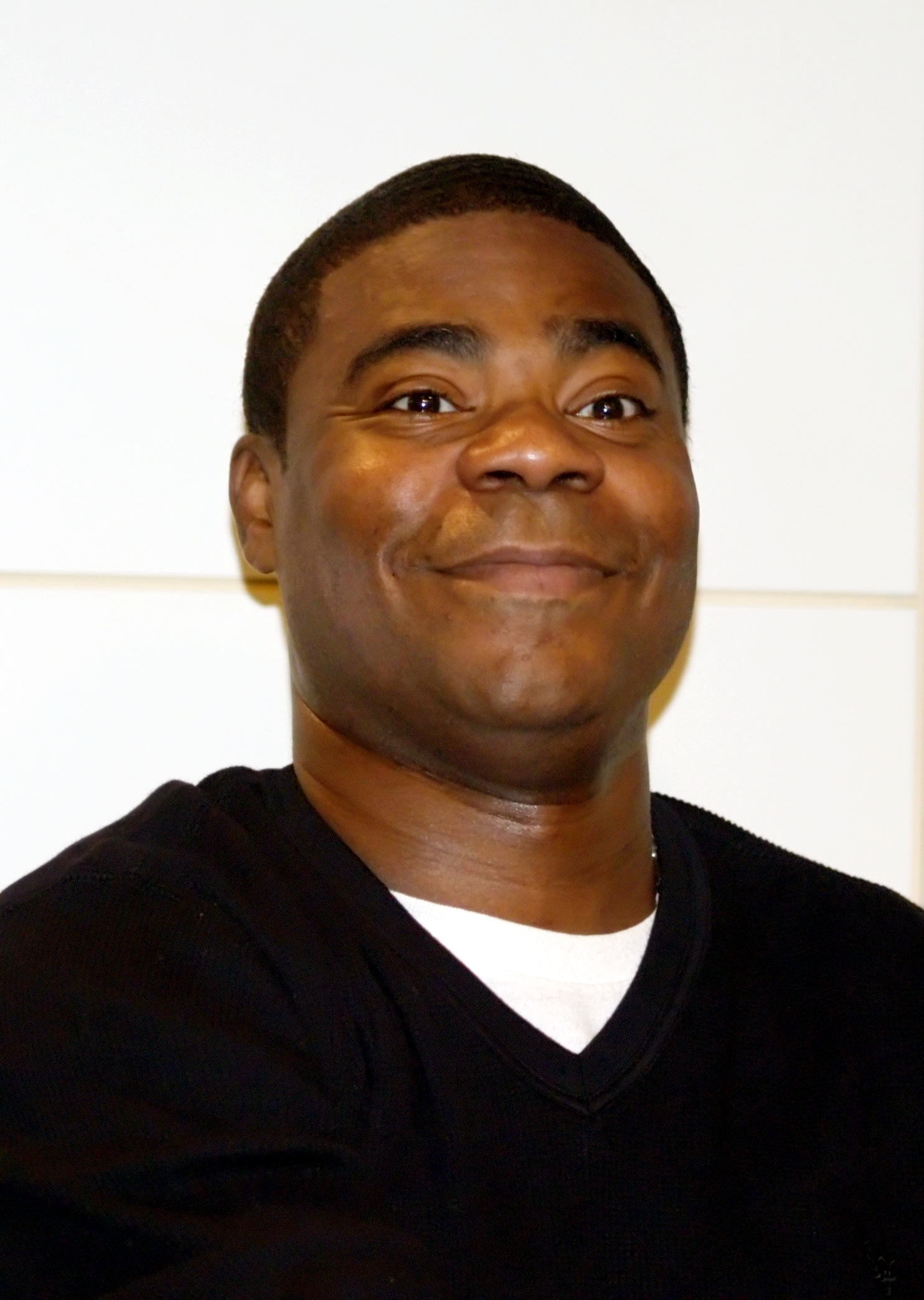
Tracy Morgan, 2009

Tracy Morgan (* 10. November 1968 in New York City) ist ein US-amerikanischer Schauspieler und Komiker, der durch seine Rolle in Saturday Night Live bekannt wurde. Des Weiteren spielt er die Rolle des Tracy Jordan in der US-Sitcom 30 Rock. Zudem war er mit Chris Rock in der Komödie Sterben will gelernt sein zu sehen.

## Früheres Leben und Karriere
Morgan, der als Sohn des Musikers Jimmy Morgan im Jahr 1968 in New York geboren wurde, besuchte die De Witt Clinton High School in der Bronx. Bevor er im Jahr 1984 während einer Stand Up-Show im Apollo Theater in New York entdeckt wurde, arbeitete er als Maler unter anderem für die Firmen L&L Painting und für die Rose Company. Als Morgan 17 Jahre alt war, starb sein Vater infolge seiner AIDS-Erkrankung.
Erste Erfahrungen im Fernsehgeschäft konnte Morgan in der in Harlem aufgezeichneten Comedy-Show Uptown Comedy Club sammeln, wo er zwischen 1992 und 1998 regelmäßig auftrat. Die Sendung wurde bis 1998 auf verschiedenen US-Sendern ausgestrahlt. Ungefähr zur selben Zeit spielte er außerdem auch den Nebencharakter Hustle Man in der US-Serie Martin, die bis 1997 produziert wurde.
Morgan wurde das erste Mal einem breiteren Publikum bekannt, als er zwischen 1996 und 2003 regelmäßig in der von NBC gezeigten Comedy-Show Saturday Night Live auftrat. Dort verkörperte er eine Vielzahl an Charakteren, zu denen unter anderem Brian Fellow(s), Dominican Lou und Bishop Don „Mack“ Donald gehörten. Am 14. März 2009 kehrte Morgan als Gastgeber in die Sendung zurück und schlüpfte erneut in die Rollen seiner ehemaligen Charaktere Brian Fellow und Astronaut Jones.
Anschließend bekam Morgan mit The Tracy Morgan Show im Jahr 2003 eine eigene Sitcom auf NBC, diese wurde allerdings bereits nach einer Staffel abgesetzt und wurde in Deutschland nie gezeigt.
Seit Oktober 2006 ist Morgan in der NBC-Sitcom 30 Rock zu sehen, wo er den selbst erfundenen Charakter Tracy Jordan spielt. Nachdem seine Darstellung auf gute Kritiken stieß, wurde er 2009 bei den Emmy Awards für die Kategorie „Bester Nebendarsteller in einer Comedy-Serie“ nominiert, konnte dort allerdings nicht gewinnen. Bereits 2007 und 2008 gelangen ihm Nominierungen in derselben Kategorie für die gleiche Rolle bei den „Image Awards“.
Neben den Auftritten in genannten Sitcoms war Morgan auch in diversen anderen Sendungen zu sehen. So moderierte er den ersten Spike Guys Choice Award im Juni 2007, war in der MTV-Serie Punk’d zu sehen, machte mit verschiedenen Sportlern Werbung für Videospiele wie z. B. ESPN NBA Basketball oder ESPN NFL 2K und hatte neben Rollen in verschiedenen Sendungen des Senders Comedy Central auch einen kurzen Auftritt in der Komödie Spiel ohne Regeln mit Hauptdarsteller Adam Sandler. Eine seiner populärsten Rollen im Filmgeschäft hatte Morgan, als er in der Actionkomödie Cop Out – Geladen und entsichert im Jahr 2010 zusammen mit Bruce Willis die Hauptrolle spielte.

## Privatleben
Im Jahr 1985 heiratete Morgan seine Highschool-Liebe Sabrina, mit der er drei Söhne hat. Nach 23 Jahren Ehe reichte er im Jahr 2008 die Scheidung ein.
Im Jahr 1996 wurde bei Morgan Diabetes diagnostiziert; allerdings nahm er diese Diagnose kaum ernst und lehnte entsprechende Medikamente ab. Nachdem es am Set der Serie 30 Rock zu einem Zwischenfall gekommen war, entschloss er sich, den Anordnungen der Ärzte nachzukommen. Einige von Morgans privaten Schwierigkeiten wurden in die Serie geschrieben.
Morgan wurde mehrmals wegen Alkohol am Steuer festgenommen. Im November 2009 verließen viele Zuschauer Morgans Show in der Carnegie Hall bereits nach einer halben Stunde, weil sie „über seine Witze über Homosexualität, Pornografie und Drogen erschüttert waren“.
Am 6. Juni 2014 verunglückte Morgan bei einem Autounfall auf dem New Jersey Turnpike in der Nähe von Cranbury und wurde im Krankenhaus in ein künstliches Koma versetzt. Ein Lkw, der im Auftrag der Supermarktkette Walmart unterwegs war, hatte einen Kleinbus gerammt, in dem Morgan als Passagier mitfuhr. Ein Mitfahrer und enger Freund Morgans, James McNair, kam bei dem Unfall ums Leben. Nach fünf Wochen in Krankenhaus und Rehabilitation verklagte Morgan Walmart im Juli 2014 wegen Fahrlässigkeit. Der Fahrer des Lkw sei zu schnell gefahren und übermüdet gewesen, so der Vorwurf. Im Mai 2015 einigten Walmart und Morgan sich außergerichtlich gegen Zahlung in Höhe von ca. 90 Millionen US-Dollar an Morgan.
Morgan ist passionierter Aquaristiker und betreibt mehrere Großbecken, darunter ein 75.000 Liter fassendes Haiaquarium in seinem Gartenhaus. Der Aufbau dieses Becken war Thema in zwei Folgen der TV-Sendung „Die Aquarium-Profis“
Im August 2015 heiratete Morgan seine Lebensgefährtin Megan Wollover.

## Trivia
Im April 2018 wurde er mit dem 2633. Stern auf dem Hollywood Walk of Fame geehrt.

## Filmografie (Auswahl)
- 1994–1996: Martin (Fernsehserie, 6 Folgen)
- 1996: Mr. Bombastic (A Thin Line Between Love and Hate)
- 1998: Half Baked – Völlig high und durchgeknallt (Half Baked)
- 2001: So High (How High)
- 2001: Jay und Silent Bob schlagen zurück (Jay and Silent Bob Strike Back)
- 2001: 30 Years to Life
- 2003: Head of State
- 2003–2004: The Tracy Morgan Show (Fernsehserie, 18 Folgen)
- 2005: Spiel ohne Regeln (The Longest Yard)
- 2005: Sind wir schon da? (Are We There Yet?)
- 2006: Little Man
- 2006: Die verrückte Reise der Pinguine (Farce of the Penguins, Stimme für Marcus)
- 2006–2013: 30 Rock (Fernsehserie)
- 2008: First Sunday
- 2008: Superhero Movie
- 2008: Beer for My Horses
- 2009: Im tiefen Tal der Superbabes (Deep in the Valley)
- 2009: G-Force – Agenten mit Biss (G-Force)
- 2010: Cop Out – Geladen und entsichert (Cop Out)
- 2010: Sterben will gelernt sein (Death at a Funeral)
- 2010: Die etwas anderen Cops (The Other Guys)
- 2011: Ein Cop mit dunkler Vergangenheit – The Son of No One (The Son of No One)
- 2011: Rio (Stimme für Luiz)
- 2014: Top Five
- 2015: Die Highligen Drei Könige (The Night Before)
- 2015: Liebe ohne Krankenschein (Accidental Love)
- 2017: The Clapper
- 2017: Fist Fight
- 2017: Bo und der Weihnachtsstern (The Star) (Stimme)
- 2018–2021: The Last O.G. (Fernsehserie)
- 2019: Grünes Ei mit Speck (Green Eggs and Ham, Fernsehserie, 2 Folgen, Stimme)
- 2019: Was Männer wollen (What Men Want)
- 2020: Scooby! Voll verwedelt (Scoob!), Stimme von Captain Caveman
- 2021: Der Prinz aus Zamunda 2 (Coming 2 America)
- 2022: Spirited (Stimme)
- 2022: The Neighborhood (Fernsehserie, 1 Folge)
- 2023: Santa Clause: Die Serie (The Santa Clauses, Fernsehserie, 1 Folge)